# Cassie (personaggio)
Cassie è un personaggio dalla serie di libri per ragazzi Animorphs, scritta da K. A. Applegate. Il suo cognome non è mai menzionato.

## Biografia
Cassie è una giovane afroamericana che vive in una fattoria in campagna, vicino al bosco. I suoi genitori sono entrambi veterinari e la fattoria funge da Clinica Veterinaria per la Fauna Selvatica, luogo di lavoro di suo padre, mentre la madre è veterinaria in uno zoo. Prima dell'inizio della guerra anche lei avrebbe voluto diventare un veterinario.
Cassie è un'ambientalista convinta e si distingue dal resto degli Animorph per il suo grande amore per la natura e per gli animali; è forse questo suo profondo legame con gli animali che le conferisce un particolare talento nella metamorfosi. Cassie è quello che gli Andaliti chiamano estreen, una persona che del potere della metamorfosi riesce a farne un'arte. Non solo le sue metamorfosi sono molto più veloci di quelle degli altri Animorph (Ax compreso), ma riesce, per quanto possibile, a renderle meno sgradevoli alla vista, e talvolta perfino affascinanti, essendo ella in grado di controllare perfino l'ordine con cui le parti del corpo mutano. Nel volume La Profezia riesce a trasformarsi in un ibrido tra un essere umano e una balena con due ingigantite ali da falco pescatore.
Cassie ha un temperamento molto pacifico, controllato e altruista, e se si crea un qualche dissidio tra gli Animorph cerca sempre di mettere pace tra i suoi amici. Ha anche una grande capacità di comprendere i sentimenti e le emozioni degli altri e se un altro Animorph ha un qualche genere di problema lei si offre sempre di aiutarlo, come nel libro La Proposta nel quale cerca di aiutare Marco, in crisi a causa la sua terribile situazione familiare.
Come gli altri Animorph soffre enormemente per il suo coinvolgimento diretto nella guerra contro gli Yeerk ed è quella che meno tollera l'essere costretta a combattere e uccidere, al punto da abbandonare per un breve periodo gli Animorph nel volume La Partenza.
I suoi dubbi morali riguardo alla guerra la portano spesso a scontrarsi con il resto dei suoi amici, che non sempre comprendono il suo punto di vista. Anche il suo rapporto con gli animali viene influenzato dalla sua vita da Animorph: pur continuando ad amarli si accorge, man mano che sperimenta nuove forme animali, quanta violenza impregna il loro mondo, acquisendo così una visione della natura sempre più disillusa.
Nel volume Le Reclute la sua incapacità di agire in modo moralmente discutibile la porterà a lasciare che il controller Tom, fratello di Jake, fugga con il dispositivo Escafil, in modo da impedire a Jake di uccidere il suo stesso fratello, cosa che lo avrebbe probabilmente portato alla follia. Quest'azione, però, fornirà gli Yeerk del potere della metamorfosi e Jake sarà ben poco riconoscente a Cassie per avergli risparmiato il doloroso compito.
Dopo la guerra Cassie diventa una sorta di attivista che lavora nella colonia degli Hork-Bajir liberi con l'amico e fidanzato Ronnie Chambers; ella è, all'età di 19 anni, incaricata dal Governo di offrire consulenza agli Hork-Bajir e agli altri alieni residenti sulla Terra. Cassie è l'unico Animorph che alla fine dell'ultimo libro non andrà a salvare Ax. Jake infatti la dissuade dal partire, dicendole che la Terra ha bisogno di lei più che di qualunque altro Animorph. Dato che non viene rivelato l'esito della missione, alla fine della serie, Cassie potrebbe essere l'unico Animorph a rimanere in vita.

## Rapporti con gli altri Animorph
- Jake: Jake e Cassie sono attratti reciprocamente fin dall'inizio, ma per tutta la serie i due dimostrano una certa timidezza nel sostenerlo apertamente (uno dei pochi tratti infantili che conservano con il procedere della trama). Per tutta la serie dimostrano comunque una grande tenerezza reciproca, ma si baciano solamente nel ventiseiesimo libro, L'Attacco. Alla fine della serie ci sarà una spaccatura tra i due, dovuta alla depressione di Jake e alla sua sfiducia nei confronti di Cassie dopo che ella consente a Tom di prendere il dispositivo Escafil. Tuttavia essi si riconciliano prima della fine e Jake chiede Cassie di sposarlo quando saranno cresciuti (nel volume The Answer, inedito in Italia). Lei comunque rifiuta, dicendogli che ne riparleranno "un anno dopo che questo sarà tutto finito". In quel momento Cassie ha già fondati sospetti che Jake sia stato cambiato troppo profondamente dalla guerra. E infatti, alla fine della guerra, dopo la morte di Rachel e di Tom, ella si rende conto che i suoi sospetti erano corretti, e che egli è troppo lacerato dai sensi di colpa per avere cura delle proprie amicizie e ancora meno per impegnarsi in una relazione amorosa con lei. Il rapporto tra i due finirà così per raffreddarsi e Cassie si fidanzerà con un altro ragazzo.
- Rachel: Rachel e Cassie sono l'una la migliore amica dell'altra fin dall'inizio della serie, nonostante siano completamente diverse sia nell'aspetto che nel carattere. Mentre Rachel ha sempre un aspetto impeccabile e veste in modo molto femminile Cassie è sciatta e non le importa minimamente modo di vestire. Inoltre, mentre Rachel è spericolata e spesso aggressiva, Cassie è molto più pacata, odia la guerra e cerca sempre di porre fine a qualunque dissidio si crei all'interno del gruppo. Per la maggior parte della serie le due ragazze ammirano molto ognuna le qualità dell'altra. Tuttavia gradualmente si sviluppa tensione tra loro, in quanto Cassie è sempre più preoccupata dal lato oscuro dell'amica, mentre Rachel inizia a essere insofferente all'integrità morale di Cassie, nella quale pensa talvolta di riconoscervi più ipocrisia che vera moralità.
- Tobias: Tobias e Cassie non hanno un legame particolarmente profondo, anche se Tobias tra gli altri Animorph è quello che maggiormente comprende i dubbi morali dell'amica riguardo alla guerra. Ciò è dovuto al fatto di essere intrappolato nella metamorfosi da falco dalla coda rossa, cosa che lo costringe a cacciare prede vive per sfamarsi e quindi gli permette di comprendere la necessità di valutare le conseguenze delle proprie azioni. Tobias sente che appoggiare il rispetto di Cassie per la vita sia una delle poche cose che ancora lo legano alla dimensione umana.
- Marco: Marco e Cassie sono generalmente in buoni rapporti, nonostante non abbiano un legame particolarmente stretto. I due ragazzi si trovano spesso in disaccordo quando si tratta di organizzare una missione, in quanto Marco si cura esclusivamente dei pro e dei contro di una particolare strategia, senza curarsi del lato umano, cosa che mal si sposa con i dubbi etici di Cassie. Marco è certamente il più lontano dalla morale di Cassie, che non solo non condivide, ma spesso trova inconcepibile. Nei libri in cui egli è narratore sembra, tuttavia, provare un profondo rispetto nei confronti di Cassie, soprattutto quando la confronta con Rachel.
- Ax: Cassie, come Jake e Tobias, si dimostra subito amichevole nei confronti di Ax, seppure il suo rapporto con lui non sia stretto come quello tra Ax e Tobias. Cassie e Ax non litigano mai nel corso della serie fino al volume Il Sacrificio, quando Cassie confessa agli altri Animorph di avere lasciato che Tom rubasse la Scatola Azzurra: in tale occasione Ax prova una grande collera nei suoi confronti e si chiede se quello che sta provando sia odio. Dopo un po' di tempo, comunque, Ax capirà di volerle ancora bene.

## Metamorfosi di Cassie
In ordine di acquisizione:
- Cavallo #1 (giumenta)[1]
- Falco pescatore[2]
- Pulce[2]
- Lupo[3]
- Trota[3]
- Scoiattolo (Magilla)[4]
- Delfino (Monica)[4]
- Gabbiano[4]
- Formica[5]
- Scarafaggio[6]
- Mosca[6]
- Gufo[6]
- Megattera[7]
- Topo (Courtney)[8]
- Termite[8]
- Puzzola[8]
- Ragno lupo[9]
- Pipistrello[9]
- Scimmia ragno (non più utilizzabile)[10]
- Giaguaro (non più utilizzabile)[10]
- Umano (Rachel)[11]
- Cavallo #2 (stallone; Minneapolis Max)[12]
- Pappagallo[13]
- Pesce martello[13]
- Talpa[14]
- Zanzara[15]
- Leeran[15]
- Tyrannosaurus rex (non più utilizzabile)[16]
- Bruco/Farfalla[17]
- Elefante africano[18]
- Formichiere[19]
- Foca[20]
- Orso polare (Nanook)[20]
- Calamaro gigante[21]
- Scimpanzé[22]
- Anguilla[23]
- Yeerk (Illim)[23]
- Hork-Bajir #1 (Jara Hamee)[24]
- Cacatua[25]
- Orca (Swoosh)[26]
- Ghepardo[27]
- Vipera[28]
- Bufalo africano[29]
- Ape[30]
- Hork-Bajir #2 (un Hork-Bajir-Controller sconosciuto)[31]
- Canguro[31]
- Castoro[32]
- Libellula[33]